# Jag Lars Hård
Jag Lars Hård är en roman av författaren Jan Fridegård utgiven 1935. Tillsammans med Tack för himlastegen (1936) och Barmhärtighet (1936) bildar den en trilogi. Verket filmatiserades 1948 som Lars Hård.

## Handling
Romanen handlar om statarpojken Lars Hård som anklagas i ett faderskapsmål. Den var mycket kontroversiell för sin tid med många svordomar och annat. Författaren kallades bland annat koprolog av en dagspresskritiker.